# Slovakiska upproret

Lägeskarta över upprorets utbredning efter de första dagarna.

Slovakiska upproret var en resning i Slovakiska republiken under andra världskriget. Efter inledande framgångar för motståndsrörelsen slogs upproret ner av nazityska trupper. 

## Bakgrund
Slovakiska republiken under ledning av Jozef Tiso var en nazitysk satellitstat som utropat sin självständighet 14 mars 1939, som ett led i Tjeckoslovakiens upplösning efter Münchenöverenskommelsen i september 1938. En tjeckoslovakisk motståndsrörelse organiserades, delvis med stöd för den tjeckoslovakiska exilregeringen i London ledd av Edvard Beneš. Från 1944 förbereddes ett väpnat uppror mot Tisos styrkor och tyska trupper i Slovakien.

## Upproret
Upproret inleddes under general Ján Golians ledning i Banská Bystrica i centrala Slovakien 29 augusti 1944. Vid upprorets utbrott beräknas 18 000 slovakiska partisaner ha tagit till vapen, en styrka som uppskattas ha växt med ytterligare 60 000 upprorsmän som mest. Tyskarna upplöste två dagar senare den Slovakiska republikens reguljära väpnade styrkor eftersom de inte bedömdes vara tillförlitliga nog för att sättas in mot upproret varvid många soldater deserterade och anslöt sig till upproret. Rebellerna tog kontroll över stora delar av östra Slovakien inklusive två flygfält vilket möjliggjorde för sovjetarmén att flyga in utrustning som stöd för upproret. 
Efter de stora initiala framgångarna tappade upprorsmännen initiativet. Den sovjetiska offensiven på östfronten hade tillfälligtvis gått i stå och nådde inte fram till Slovakien så snabbt som rebellerna hoppats. Internt var ledarskapet oklart. Efter att Tyskland satt in åtta tyska divisioner under ledning av Gottlob Berger som anföll från både Tjeckien och Ungern tillsammans med Slovakiska trupper lojala med Tyskland kunde inte upprorsstyrkorna stå emot. 28 oktober föll Banská Bystrica och upprorsstyrkorna övergick, i den mån de undgick att infångas, till begränsad gerillakrigföring. De militära ledarna, de två återvända tjeckoslovakiska exilgeneralerna Golian och Rudolf Viest, infångades, torterades och avrättades. Slovakien kvarstod därefter under tysk kontroll i sex månader innan Röda Armén tog kontroll över området i början av april 1945.

### Fotnoter
1. ↑  Lennart Westberg (11 augusti 2017). ”Slovakiens uppror mot Nazityskland” (på svenska). Militärhistoria. Arkiverad från originalet den 22 maj 2018. https://web.archive.org/web/20180522041439/https://militarhistoria.se/artiklar/andra-varldskriget/slovakiens-uppror-mot-nazityskland. Läst 21 maj 2018.